# Klecin
Klecin (dawniej niem. Klettendorf) – wieś w Polsce położona w województwie dolnośląskim, w powiecie świdnickim, w gminie Marcinowice.

## Podział administracyjny
W latach 1975–1998 miejscowość administracyjnie należała do województwa wałbrzyskiego.

## Szlaki rowerowe
Jest 111,7 km polskiego fragmentu dalekosiężnej trasy rowerowej EuroVelo 9 (szlak rowerowy R-9): Bałtyk-Adriatyk.

## Kalendarium
- 1343 – pierwsza wzmianka o wsi Cleczchow
- 1344 – szpital w Świdnicy kupił ziemię w Clechchow od Henryka z Kamandorii Św. Marcina we Wrocławiu
- 1345 – Henryk sprzedaje pola mieszczaninowi świdnickiemu Johanneswowi Buffi, a niedługo potem wieś należy już do mieszczan świdnickich
- 1379 – Klecin należy do Hanka Jentsha a potem do jego syna Nikiela. Wkrótce potem von Reichenbachowie kupują Klecin i zakładają tu gniazdo rodu
- 1545 – jako właściciela wymienia się Zygmunta von Seidlitz ze Śmiałowic. Obecny i późniejsi właściciele mieli siedzibę w Śmiałowicach, toteż w Klecinie nigdy nie zbudowano dworu i kościoła
- 1568 – panem jest Daniel von Seilitz
- 1609 – właścicielami są bracia Piotr i Georg von Seidlitz
- 24 X 1652 – z nadania cesarza Ferdynanda IV Klecin staje się własnością jezuitów ze Świdnicy
- 1758 – wieś zamieszkuje 113 osób, w tym 11 zagrodników i 4 chałupników. Odnotowane jest również istnienie folwarku, a wartość majątku kolegium jezuickiego szacowana była na ponad 10 000 talarów
- 1810 – kasata majątków kościelnych. Klecin staje się własnością prywatną
- 1825 – wieś jest pod zarządem Schwabego, a w 25 domach mieszka w Klecinie 141 osób, w większości katolicy
- 1840 – właścicielami są bracia Gustaw, Ewald i Rolant Oskar Barchwitz, a wieś zamieszkuje już 204 osoby i do schyłku wieku XIX notuje się stały wzrost ludności, do 303 osób w 1885 roku
- 1870 – wieś zadal jest w posiadaniu rodziny Barchwitz, a majątek obejmuje 655 morgów ziemi dającej dochód w wysokości 1770 talarów
- 1905 – ludność Klecina zmniejsza się do 222 osób i tendencje te utrzymują się przez cały XX wiek
- po 1945 roku – wieś rolnicza z fermą drobiu należącą początkowo do RSP, a obecnie w rękach prywatnych

Źródło: Kalendarium Historyczne Gmin: Dzierżoniów, Marcinowice, Mietków, Niemcza, Sobótka, Fabisiak W.